# Ovizide
Ovizide (lat. ovum = Ei und lat. caedere = töten) sind Präparate zur Schädlingsbekämpfung, die chemische oder biologische Wirkstoffe enthalten, durch welche die Eier von Insekten oder Milben abgetötet oder ihre Entwicklung gehemmt werden.

## Einsatzgebiete
Ovizide werden als Pflanzenschutzmittel in der Landwirtschaft, im Ackerbau, Gartenbau sowie der Forstwirtschaft eingesetzt. Daneben finden sie auch Verwendung in der Medizin, beispielsweise um die Eier von Kopfläusen (= Nissen) abzutöten.

## Abgrenzung
Wirkt ein Mittel dagegen in späteren Entwicklungsstadien, so spricht man von einem Larvizid.
In der Biologie wird ein Verhalten als Ovizid bezeichnet, bei dem gezielt fremde Eier (oft Vogeleier) zerstört werden, um die Fitness bei der eigenen Art zu erhöhen.

## Beispiele
Als Winterspritzmittel werden Teeröle, Dinitrokresol (DNOC) und Carbolineum eingesetzt. Weitere Ovozide sind:
- Dienochlor
- Diflubenzuron
- Chlorfenson